# 津澤站
津澤站（日语：／ Tsuzawa eki */?）是位於富山縣小矢部市（舊 礪中町）津澤，加越能鐵道加越線的鐵路車站（廢站）。
此站最接近富山縣立礪波女子高等學校（現時：富山縣立礪波野高等學校）和GOLDWIN，因此有許多乘客使用此站上學和通勤。

## 歷史
- 1922年（大正11年）7月22日：加越鐵道石動站至福野站之間開通，此站啟用[2][3]。
- 1926年（大正15年）8月15日：此站至福野站之間開設安居寺口站（後來改名為柴田屋站）[3]。
- 1933年（昭和8年）5月15日：此站至柴田屋站之間開設本江站[3]。
- 1943年（昭和18年）1月1日：成為富山地方鐵道的車站[3]。
- 1950年（昭和25年）10月23日：成為加越能鐵道的車站[3]。
- 1972年（昭和47年）9月16日：加越線廢除，此站也被廢除[4]。

## 貨物起卸
截至1967年（昭和42年）7月1日，此站連接以下專用線。
- 津澤倉庫線（動力：手推，作業里程：0.1公里）

## 現狀
靠近福野一方的站舍遺址建設了津澤第三兒童公園（愛稱：津澤站兒童公園）。在公園內建立了其中一位創立礪波鐵道的成員，津島吉六之紀念碑。

## 相鄰車站
加越能鐵道
加越線
藪波－津澤－本江

## 注腳
1. 1 2  《北日本新聞》2022年9月17日 25頁
2. ↑  《官報》1922年（大正11年）7月27日，內閣印刷局，693頁
3. 1 2 3 4 5  今尾惠介《日本鐵道旅行地圖帳》6號北信越（新潮社、2008年）p.33
4. ↑  今尾惠介《日本鐵道旅行地圖帳》6號北信越（新潮社、2008年）p.33
5. ↑  日本國有鐵道貨物營業局編《專用線一覧表 昭和42年7月1日》1967年（昭和42年）8月，日本國有鐵道貨物營業局，160頁
6. ↑  《富山廢線紀行》2008年7月16日，草卓人著，桂書房發行，134頁

## 相關項目
- 日本鐵路車站列表 Tsu